# Alexandre Maître de Bay
Alexandre Maître de Bay, marquès de Bay (Salins, 1650 – Badajoz, 14 de novembre de 1715) va ser un militar francès al servei de Felip V durant la Guerra de Successió Espanyola. El 1710, després de la destitució de Francisco Castillo Fajardo, Marquès de Villadarias, fou nomenat Capità General dels 'Reales Ejércitos' de Felip V. Poc més de tres setmanes després, fou derrotat en la Batalla de Saragossa i a finals de setembre de 1710 fou destituït i rellevat pel Duc de Vendôme.

## Expedient militar
1696 - 1701: Coronel de cavalleria al servei de les Províncies Unides.
1701 - 1702: Coronel de cavalleria al servei de Felip V d'Espanya.
1702 - 1704: Capità General de la cavalleria de Flandes.
1704 - 1710: Capità General d'Extremadura.
1710 - 1710: Capità General dels 'Reales Ejércitos' de Felip V d'Espanya.